# Can't Stop This Thing We Started
Can't Stop This Thing We Started is een nummer van de Canadese rockzanger Bryan Adams uit 1991. Het is de tweede single van zijn zesde studioalbum Waking Up the Neighbours.
Het nummer werd in veel landen een grote hit. In Adams' thuisland Canada was het als opvolger van de gigantische wereldhit (Everything I Do) I Do It for You wederom goed voor de nummer 1-notering. In de Nederlandse Top 40 haalde het de 5e positie, en in de Vlaamse Radio 2 Top 30 kwam het een plekje hoger.